# Royal Cercle Sportif Visé 2011-2012

## Rosa 2011-2012
| N. |                                 | Ruolo | Calciatore            |
| -- | ------------------------------- | ----- | --------------------- |
| 1  | Belgio (bandiera)               | P     | David Rico Garcia     |
| 2  | Indonesia (bandiera)            | D     | Yericho Christiantoko |
| 3  | Bosnia ed Erzegovina (bandiera) | D     | Damir Mirvic          |
| 4  | Indonesia (bandiera)            | D     | Alfin Tuasalamony     |
| 5  | Francia (bandiera)              | D     | Baptiste Schmisser    |
| 6  | Italia (bandiera)               | C     | Federico Conti        |
| 7  | Uruguay (bandiera)              | C     | Ángelo Paleso         |
| 8  | Belgio (bandiera)               | C     | Steve Dessart         |
| 9  | Belgio (bandiera)               | A     | Fabio Caracciolo      |
| 10 | Uruguay (bandiera)              | A     | Gerardo Vonder Putten |
| 11 | Francia (bandiera)              | C     | Raphaël Lecomte       |
| 12 | Belgio (bandiera)               | C     | Christophe Nezer      |
| 13 | Belgio (bandiera)               | C     | Thomas Englebert      |
| 14 | Francia (bandiera)              | C     | Zerzouri Rédouane     |

| N. |                      | Ruolo | Calciatore          |
| -- | -------------------- | ----- | ------------------- |
| 15 | Francia (bandiera)   | C     | Emmanuel Françoise  |
| 16 | Italia (bandiera)    | C     | Stefano Giannotta   |
| 17 | Belgio (bandiera)    | C     | Grégory Grisez      |
| 18 | Belgio (bandiera)    | D     | Mücayit Ceylan      |
| 19 | Italia (bandiera)    | D     | Francesco Pitaressi |
| 20 | Uruguay (bandiera)   | C     | Darwin Ramírez      |
| 21 | Italia (bandiera)    | D     | Nicolo Perna        |
| 22 | Belgio (bandiera)    | D     | Massimo Moia        |
| 23 | Belgio (bandiera)    | C     | Angelo Polizzi      |
| 24 | Italia (bandiera)    | D     | Alessio Romeo       |
| 27 | Italia (bandiera)    | A     | Matteo Prandelli    |
| 88 | Italia (bandiera)    | P     | Giuseppe Ingrassia  |
| 99 | Indonesia (bandiera) | A     | Yandi Munawar       |
|    | Italia (bandiera)    | A     | Niko Bianconi       |

### Staff tecnico
| Allenatore:               | Loris Dominissini  |
| Allenatore in 2a:         | Antonello Altamura |
| Preparatore dei portieri: | Pierre Droguet     |
| Preparatore atletico:     | Filippo Argano     |